# Johann Erdmann Gottlieb Prestel
Johann Erdmann Gottlieb Prestel (* 19. April 1804 in Frankfurt am Main; † 7. Mai 1885 in Mainz) war ein deutscher Maler und Bildhauer. Er wurde vor allem für seine Tierporträts bekannt.

## Leben
Der Vater, Johann Adam Prestel, vierter Sohn des Johann Gottlieb Prestel und der Maria Katharina Prestel, war seinerseits Porträtmaler und Kupferstecher in Frankfurt und ehelichte 1800 Dorothea Christ, die Tochter des Bürgermeisters von Sachsenhausen. Nachdem beide Eltern früh verstarben wurde Johann Erdmann Gottlieb Prestel in die Obhut eines Oheims gegeben, der ihm mit 11 Jahren sein erstes Pferd schenkte. Pferde waren bereits in jungen Jahren seine größte Leidenschaft neben der Kunst. Ursprüngliche Pläne, an der Frankfurter Reitschule tätig zu werden, wurden später zugunsten des sich immer deutlicher zeigenden Talents im Zeichnen zurückgestellt. Er begann schon im Jugendalter selbst die Gleichaltrigen in der Abendschule im Zeichnen zu unterweisen.
1822 begab er sich nach München, wo er eine gezieltere Ausbildung zum Kunstmaler anstrebte. In München wurde er an der Akademie der Bildenden Künste angenommen, besuchte aber parallel auch Kurse über Anatomie und Veterinärmedizin. Dort machte er auch Bekanntschaft mit den künstlerischen Größen seiner Zeit wie Wilhelm von Kaulbach, Moritz von Schwind, Heinrich Heinlein, Dietrich Monten, Friedrich Foltz, den Gebrüdern Zimmermann und Professor Haushofer.
Nach dem Abschluss seines Studiums zog es ihn nach Wien, wo die Landschafts- und Tiermalerei am Hof und in adeligen Kreisen einen hohen Stellenwert einnahmen. Hier gewann Prestel durch seine Reitkunst, seinen Charakter und sein Talent in der Malerei die Gunst und die Freundschaft bedeutender Aristokraten, wie diejenige des Grafen Festetics oder des Sohns Napoleons, Napoleon Franz Bonaparte. Er pflegte außerdem eine Freundschaft mit den in Wien ansässigen Dichtern seiner Zeit, darunter Nikolaus Lenau und Anastasius Grün.
Wenig später zog es ihn auch aufgrund der in Wien geknüpften Kontakte nach Ungarn, wo er unter anderem Direktor eines Gestüts wurde. Er studierte und malte die Wildpferde der ungarischen Pusta sowie die Jagd auf Hirsche und Wildschweine. Bedeutend für seine Laufbahn wurde seine Bekanntschaft und lebenslange Freundschaft mit Graf Moritz Sándor von Slavnica, dem Sohn einer der reichsten ungarischen Magnatenfamilien, der ihn in Adelskreisen weiter bekannt machte.
Anfang der 1830er Jahre zog es Prestel zum weiteren Studium der Malerei nach Italien, wohin er mit Carl Robert Kummer, dem späteren Direktor der Dresdener Akademie der Künste, reiste. Sein Reitpferd auf dieser Reise, ein prächtiger Araberhengst, sollte später das Modell für das Pferd des Reiterstandbilds Maximilian I. in München werden. In Rom freundete sich Prestel mit dem damals als Offizier dienenden späteren Papst Leo XIII. an. Die Bilder eines verendenden Hirsches und eines wiehernden Hengstes verschafften ihm großes Ansehen und zahlreiche Folgeaufträge. Ihm wurde unter anderem die plastische Durchführung der Pferde auf dem ersten der entworfenen Wallhallafriese übertragen. Sowohl dieses als auch der Entwurf für Thorvaldsens Reiterstandbild im Auftrag König Ludwigs I. übernahm der junge Prestel ohne ein Honorar dafür zu verlangen. Er war kurz darauf für Wilhelm I. von Württemberg tätig und musste dafür eine Zusammenarbeit mit Horace Vernet ausschlagen. Acht Jahre blieb Prestel größtenteils in Rom und machte Bekanntschaft mit Ludwig Schwanthaler und Gottfried Semper, mit denen er auch später noch regen Austausch pflegte.
Nach Reisen durch Süditalien, Sizilien, Griechenland und Ägypten kehrte er 1838 nach Ungarn zurück, wo er erneut mit Sándor zusammentraf, der ihn auch in Italien besucht hatte. Mit Sándor unternahm Prestel eine Reise durch Deutschland, wo die beiden Goethe in Weimar einen Besuch abstatteten. Von Deutschland führte die Reise weiter nach Paris, London und Schottland, wo sie u. a. Edwin Landseer aufsuchten.
1839 folgte Prestel einem Ruf des Herzogs von Nassau und wurde auf Lebenszeit Hofmaler am Biebricher Hof. Diese Anstellung zog er sogar einem Angebot des Kaisers in Petersburg vor. Die politischen Unruhen im Vorfeld der Revolution von 1848 führten zu einer Entlassung Prestels aus seiner Stellung und zu seinem Umzug nach Mainz. Bereits 1841 hatte er Anna Britz, die Tochter der Kurmainzer Familie Barth geheiratet. Beide hatten mindestens drei Kinder Caroline Catherine Prestel (* 19. Juli 1843), Jakob Prestel (* 1847; † 1930), Elise Dorothea Leonore Therese Prestel (* 27. Februar 1856 in Mainz; † 1. Juli 1921 in Mainz).
Während der Umbruchsjahre hielt Prestel sich häufiger im bayerischen Teil der Alpen auf, wo er beim Bergsteigen Tiere skizzierte und den König bei der Jagd begleitete. 1849 folgte er einem Ruf des Kaisers Franz Joseph nach Wien. Neben zahlreichen Pferde- und Wildgemälden entstanden in Wien auch plastische Arbeiten, etwa das Tympanonfeld des Jagdschlosses in Ischl, sowie Medaillons für die Kaiserliche Reitschule und weitere kunsthandwerkliche Objekte. Der Kaiser bot Prestel später um 1859 Stellungen als Professor an der Kunstakademie oder erster Inspektor der Landesgestüte an, die Prestel allesamt ausschlug um Anfang der 1860er Jahre nach Mainz zu seiner Familie zurückzukehren, wozu er zuvor nur im Winter in der Lage gewesen war. Dort wurde er auch später noch vom Kaiser während einer Privataudienz besucht, als dieser für den Fürstenkongress 1863 in Frankfurt weilte.
Er blieb bis zu seinem plötzlichen Tod 1885 als Tiermaler tätig.